# 6198 Сіракава
6198 Сіракава (6198 Shirakawa) — астероїд головного поясу, відкритий 10 січня 1992 року.
Тіссеранів параметр щодо Юпітера — 3,603.
Названо на честь Сіракави (яп. しらかわ(白河) сіракава).